# كونتوكاليون (كيركيرا)
كونتوكاليون (Κοντοκάλιον) هي مدينة في كيركيرا في مقاطعة كينتريكي إلادا في اليونان.